# Golv

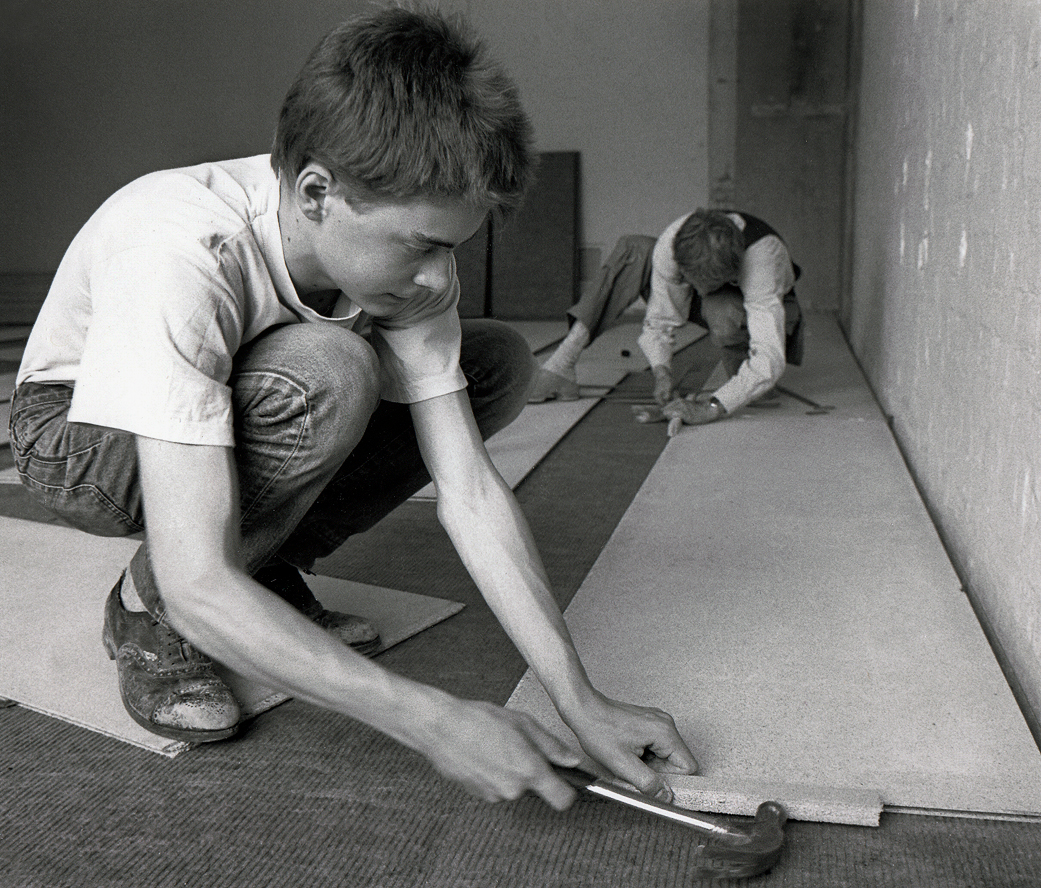
En golvläggare med sin unge lärling lägger ett "flytande golv" i Malmö 1987.

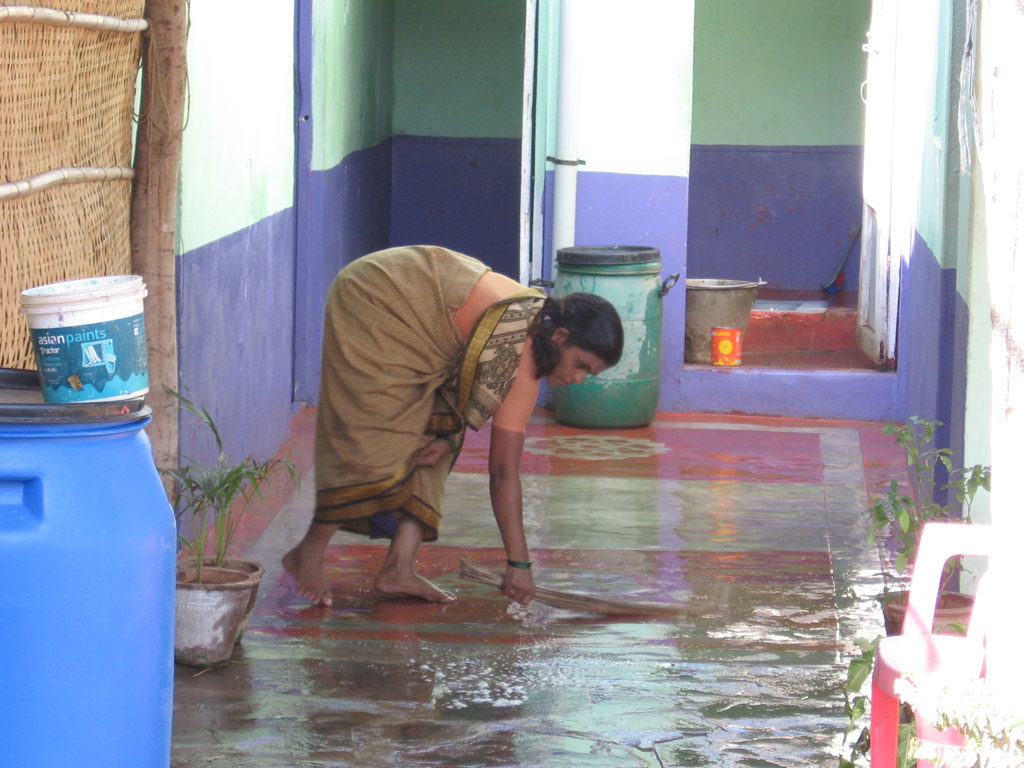
Kvinna tvättar ett golv.

Golv är den horisontella yta som avgränsar ett rum nedåt. Vård, underhåll och rengöring av golv är underlag för en omfattande industri, där slitage, estetik och kemikalier behöver samordnas för bästa effektivitet. Traditionellt har golv hållits rena med hjälp av knäskurning, men numera finns även andra metoder. Golv förekommer ofta (men inte alltid) tillsammans med tak och/eller vägg.
Ordet "golv" är belagt i svenska språket sedan 1346.

## Golvmaterial
Några golvmaterial är parkett, klinker, linoleum, heltäckningsmatta, plastmatta i våtrum, vinylgolv och marmor. och naturligtvis helt vanligt trä.